# Nižný Slavkov
Nižný Slavkov (in ungherese Alsószalók, in tedesco Unter-Schlauch) è un comune della Slovacchia facente parte del distretto di Sabinov, nella regione di Prešov.